# Rhipidoglossum
Rhipidoglossum – rodzaj roślin z rodziny storczykowatych (Orchidaceae). Są to epifity występujące w takich krajach i regionach jak: Angola, Burundi, Kamerun, Republika Środkowoafrykańska, Gwinea Równikowa, Kongo, Demokratyczna Republika Konga, Etiopia, Gabon, Ghana, Wybrzeże Kości Słoniowej, wyspy Zatoki Gwinejskiej, Kenia, Liberia, Malawi, Mozambik, Nigeria, Rwanda, Senegal, Sierra Leone, Sudan, Tanzania, Togo, Uganda, Zambia, Zimbabwe oraz 5 prowincjach RPA - KwaZulu-Natal, Limpopo, Przylądkowa Zachodnia, Przylądkowa Północna, Przylądkowa Wschodnia.

## Morfologia
PokrójNiewielkie rośliny zielne, o łodygach wydłużonych, ulistnionych na całej długości. Korzenie wyrastają wzdłuż łodygi naprzeciw liści.
LiścieDwurzędowe, skręcone u nasady i ułożone w jednej płaszczyźnie, połączone stawowato z trwałą pochwą liściową.
KwiatyDrobne, zebrane w kwiatostany wyrastające w kątach liści, składające się z pojedynczych lub kilku kwiatów. Listki okwiatu wszystkie podobne w dolnej połowie z sobą zrośnięte. Warżka wolna, wklęsła, obejmująca prętosłup i zaopatrzona w ostrogę o szerokiej gardzieli. Prętosłup bardzo krótki i mięsisty. Rostellum w kształcie kotwicy. Dwie kuliste pyłkowiny z krótkimi uczepkami i dwiema tarczkami nasadowymi.

## Systematyka
Rodzaj sklasyfikowany do podplemienia Angraecinae w plemieniu Vandeae, podrodzina epidendronowe (Epidendroideae), rodzina storczykowate (Orchidaceae), rząd szparagowce (Asparagales) w obrębie roślin jednoliściennych.
Wykaz gatunków
- Rhipidoglossum adoxum (F.N.Rasm.) Senghas
- Rhipidoglossum arbonnieri (Geerinck) Eb.Fisch., Killmann, J.-P.Lebel & Delep.
- Rhipidoglossum bilobatum (Summerh.) Szlach. & Olszewski
- Rhipidoglossum brachyceras (Summerh.) Farminhao & Stévart
- Rhipidoglossum brevifolium Summerh.
- Rhipidoglossum burttii (Summerh.) Summerh.
- Rhipidoglossum caffrum (Bolus) Farminhao & Stévart
- Rhipidoglossum candidum (P.J.Cribb) Senghas
- Rhipidoglossum clavatum (P.J.Cribb) Farminhao & Stévart
- Rhipidoglossum confusum (P.J.Cribb) Farminhao & Stévart
- Rhipidoglossum cuneatum (Summerh.) Garay
- Rhipidoglossum curvatum (Rolfe) Garay
- Rhipidoglossum delepierreanum (J.-P.Lebel & Geerinck) Eb.Fisch., Killmann, J.-P.Lebel & Delep.
- Rhipidoglossum densiflorum Summerh.
- Rhipidoglossum eggelingii (Summerh.) Farminhao & Stévart
- Rhipidoglossum globulare (P.J.Cribb) Farminhao & Stévart
- Rhipidoglossum globulosocalcaratum (De Wild.) Summerh.
- Rhipidoglossum kamerunense (Schltr.) Garay
- Rhipidoglossum laticalcar (J.B.Hall) Senghas
- Rhipidoglossum laxiflorum Summerh.
- Rhipidoglossum leedalii (P.J.Cribb) Farminhao & Stévart
- Rhipidoglossum longicalcar Summerh.
- Rhipidoglossum lucieae Farminhao & P.J.Cribb
- Rhipidoglossum magnicalcar Szlach. & Olszewski
- Rhipidoglossum melianthum (P.J.Cribb) Senghas
- Rhipidoglossum microphyllum Summerh.
- Rhipidoglossum mildbraedii (Kraenzl.) Garay
- Rhipidoglossum millarii (Bolus) Farminhao & Stévart
- Rhipidoglossum montanum (Piers) Senghas
- Rhipidoglossum montealenense Descourv., Stévart & P.J.Cribb
- Rhipidoglossum obanense (Rendle) Summerh.
- Rhipidoglossum ochyrae Szlach. & Olszewski
- Rhipidoglossum orientalis (Mansf.) Szlach. & Olszewski
- Rhipidoglossum ovale (Summerh.) Garay
- Rhipidoglossum oxycentron (P.J.Cribb) Senghas
- Rhipidoglossum paucifolium D.Johanss.
- Rhipidoglossum pendulum (la Croix & P.J.Cribb) Farminhao & Stévart
- Rhipidoglossum philatelicum Farminhao & P.J.Cribb
- Rhipidoglossum polyanthum (Kraenzl.) Szlach. & Olszewski
- Rhipidoglossum polydactylum (Kraenzl.) Garay
- Rhipidoglossum pulchellum (Summerh.) Garay
- Rhipidoglossum pusillum (Summerh.) Farminhao & Stévart
- Rhipidoglossum rutilum (Rchb.f.) Schltr.
- Rhipidoglossum schimperianum (A.Rich.) Garay
- Rhipidoglossum stellatum (P.J.Cribb) Szlach. & Olszewski
- Rhipidoglossum stolzii (Schltr.) Garay
- Rhipidoglossum subsimplex (Summerh.) Garay
- Rhipidoglossum tanneri (P.J.Cribb) Senghas
- Rhipidoglossum tenuicalcar (Summerh.) Garay
- Rhipidoglossum thomense (la Croix & P.J.Cribb) Farminhao & Stévart
- Rhipidoglossum ugandense (Rendle) Garay
- Rhipidoglossum xanthopollinium (Rchb.f.) Schltr.